# 三重町
三重町（みえまち）は、かつて大分県南部の大野郡にあった町である。
2005年（平成17年）3月31日、他の大野郡6町村と合併して豊後大野市となり、自治体として消滅した。

## 概要
大分県内では数少ない人口が増加している市町村であった。中心部を走る国道326号の沿道にはロードサイド店舗が並んでいた。
新設合併によって豊後大野市となった後も、住所表記には旧三重町の町丁名に冠する形で残されており（例えば、合併前：大分県大野郡三重町市場→合併後：大分県豊後大野市三重町市場）、地元では旧三重町の区域を現在でも「三重」と呼ぶ。地元での「三重」のアクセントは、三重県の「三重」のアクセントとは異なる。

## 地理
- 山：傾山、佩楯山
- 河川：白山川（名水百選）

## 歴史
- 1889年（明治22年）4月1日  - 町村制施行により、大野郡小坂村・芦刈村・松尾村・鷲谷村・市場村・内田村・内山村・赤嶺村・秋葉村の区域をもって三重村が成立。
- 1902年（明治35年）4月11日 - 町制施行により三重町となる。
- 1951年（昭和26年）4月1日 - 菅尾村・新田村・百枝村が新設合併し、改めて三重町が発足。
- 1956年（昭和31年）10月1日 - 野津町の一部（入北地区）を編入。
- 1957年（昭和32年）
  - 4月1日 - 清川村の一部（白山地区の大部分）を編入。
  - 7月1日 - 本匠村の片内地区を編入。
- 1966年（昭和41年）10月25日 - 昭和天皇、香淳皇后が第21回国民体育大会に合わせて県内を行幸啓。三重町営大原陸上競技場などを訪問[1]。
- 2005年（平成17年）3月31日 - 大野郡清川村、緒方町、朝地町、大野町、千歳村、犬飼町と新設合併して豊後大野市が発足。同日三重町廃止。

## 行政
- 町長：芦刈幸雄（廃止時）

## 地域

### 教育

#### 小学校
- 三重町立菅尾小学校
- 三重町立新田小学校
- 三重町立三重第一小学校
- 三重町立三重東小学校
- 豊後大野市立三重南小学校（当時は休校中）
- 三重町立百枝小学校

#### 中学校
- 三重町立三重中学校

#### 高等学校
- 大分県立三重高等学校
- 大分県立三重農業高等学校

いずれも統廃合により現在は大分県立三重総合高等学校となっている。

#### 専修学校
- 大分県立農業大学校（専修学校専門課程、農業者研修教育施設）
- 後藤学園・藤華医療技術専門学校

## 交通

### 鉄道路線
- 九州旅客鉄道（JR九州）
  - 豊肥本線：菅尾駅 - 三重町駅

### 道路

#### 一般国道
- 国道326号
- 国道502号

#### 県道
主要地方道
- 大分県道35号三重弥生線
- 大分県道45号宇目清川線

一般県道
- 大分県道519号三重新殿線
- 大分県道636号百枝浅瀬野津線
- 大分県道688号中津留轟牧口停車場線
- 大分県道693号百枝大野線
- 大分県道706号伏野宇目線
- 大分県道718号伏野三重線

## 名所・旧跡・観光スポット・祭事・催事
- 稲積水中鍾乳洞（日本最大の水中洞窟）
- 菅尾磨崖仏（重要文化財）
- 虹澗橋（重要文化財）
- 内山観音

## その他
- 水の郷百選：水と緑と蛍光を　名水と伝説の町・三重町